# Ipewik
La rivière Ipewik est un cours d'eau d'Alaska, aux États-Unis situé dans le borough de North Slope. C'est un affluent de la rivière Kukpuk.

## Description
Longue de 85 milles (137 km), elle prend sa source dans les montagnes De Long, et coule en direction du sud-ouest pour se jeter dans la rivière Kukpuk à 15 milles (24 km) du cap Thompson dans la plaine arctique.
Son nom eskimo a été référencé en 1890.